# Enzo Robotti
Enzo Robotti (født 13. juni 1935 i Alessandria, Italien) er en italiensk tidligere fodboldspiller (forsvarer).
Robotti spillede hele sin karriere i hjemlandet, hvor han blandt andet repræsenterede Juventus, Fiorentina og Roma. Han vandt pokalturneringen Coppa Italia med Fiorentina i 1961.
For det italienske landshold spillede Robotti 15 kampe. Han deltog ved VM 1962 i Chile, og spillede to af italienernes tre kampe i turneringen.